# Miss Universo 1972
Miss Universo 1972, ventunesima edizione di Miss Universo, si è tenuta presso il Cerromar Beach Hotel di Dorado, in Porto Rico il 29 luglio 1972. L'evento è stato presentato da Bob Barker. Kerry Anne Wells, Miss Australia, è stata incoronata Miss Universo 1972.

## Risultati

### Piazzamenti
| Risultato finale   | Concorrente |
| ------------------ | --- |
| Miss Universo 1972 | - Australia - Kerry Anne Wells |
| 2ª Classificata    | - Brasile - Rejane Vieira Costa |
| 3ª Classificata    | - Venezuela - María Antonieta Cámpoli |
| 4ª Classificata    | - Israele - Ilana Goren |
| 5ª Classificata    | - Inghilterra - Jennifer McAdam |
| Top 12             | - Belgio - Anne Marie Roger - Filippine - Armi Barbara Quiray Crespo - Germania - Heidi-Marie Weber - Giappone - Harumi Maeda - India - Roopa Satyan - Perù - Carmen Amelia Ampuero Mosquetti - Stati Uniti - Tanya Wilson |

### Riconoscimenti speciali
| Riconoscimento        | Concorrente                              |
| --------------------- | ---------------------------------------- |
| Miss Congeniality     | - Zaire - Ombayi Mukuta                  |
| Miss Photogenic       | - Belgio - Anne Marie Roger              |
| Best National Costume | - Perù - Carmen Amelia Ampuero Mosquetti |

## Concorrenti
- Argentina  - Norma Elena Dudik
- Aruba  - Ivonne Dirksz
- Australia  - Kerry Anne Wells
- Austria  - Uschi Pacher
- Bahamas  - Deborah Jane Taylor
- Belgio  - Anne-Marie Roger
- Bermuda  - Helen Brown
- Bolivia  - Maria Alicia Vargas Vasquez
- Brasile  - Rejane Vieira Da Costa
- Canada  - Bonny Brady
- Cile  - Consuelo Fernandez De Olivares
- Colombia  - Maria Luisa Lignarolo Martinez-Aparicio
- Corea del Sud  - Park Yeon-joo
- Costa Rica  - Vicki Ross Gonzalez
- Curaçao  - Ingrid Prade
- Danimarca  - Marianne Schmidt
- Ecuador  - Susana Castro Jaramillo
- El Salvador  - Ruth Eugenia Romero Ramirez
- Filippine  - Armi Barbara Quiray Crespo
- Finlandia  - Maj-Len Eriksson
- Francia  - Claudine Cassereau
- Galles  - Eileen Darroch
- Germania  - Heidemarie Renate Weber
- Giamaica  - Grace Marilyn Wright
- Giappone  - Harumi Maeda
- Grecia  - Nansy Kapetanaki
- Guam  - Patricia Alvarez
- Honduras  - Doris Alicia Roca Pagan
- Hong Kong  - Rita Leung
- India  - Roopa Satyan
- Inghilterra  - Jennifer Mary McAdam
- Iraq  - Wijdan Burham El-Deen Sulyman
- Irlanda  - Maree McGlinchey
- Islanda  - Maria Johannesdottir
- Isole Vergini Americane  - Carol Krieger
- Israele  - Ilana Goren
- Italia  - Isabela Specia
- Lussemburgo  - Anita Heck
- Malaysia  - Helen Looi
- Malta  - Doris Abdilla
- Messico  - Maria Del Carmen Orozco Quibriera
- Norvegia  - Liv Hanche Olsen
- Nuova Zelanda  - Kristine Dayle Allen
- Paesi Bassi  - Jenny Ten Wolde
- Paraguay  - Maria Stela Volpe Martinez
- Perù  - Carmen Amelia Ampuero Mosquetti
- Porto Rico  - Barbara Torres
- Portogallo  - Iris Maria Rosario Dos Santos
- Rep. Dominicana  - Ivonne Butler
- Stati Uniti  - Tanya Wilson
- Scozia  - Elizabeth Joan Stevely
- Singapore  - Jacqueline Hong
- Spagna  - Maria del Carmen Muñoz
- Suriname  - Carmen Cerna Muntslag
- Svezia  - Britt Marie Johansson
- Svizzera  - Anneliese Weber
- Thailandia  - Nipapat Sudsiri
- Turchia  - Neslihan Sunay
- Uruguay  - Christina Moller
- Venezuela  - Maria Antonieta Campoli Prisco
- Zaire - Ombayi Mukuta